# Aurel Beldeanu
Aurel Beldeanu (n. 5 martie 1951, Dobroești, Ilfov, România) este un fost fotbalist român care a jucat pe postul de mijlocaș central pentru echipe precum Progresul București și Universitatea Craiova.

## Legături externe
- Aurel Beldeanu la romaniansoccer.ro